# Psychanalyse et transversalité
Pour les articles homonymes, voir Psychanalyse (homonymie) et transversalité (sciences humaines et sociales).
Psychanalyse et transversalité est un ouvrage de Félix Guattari, publié en 1974, dans lequel il expose sa réflexion sur les incidences de la psychanalyse, aussi bien dans le champ psychiatrique que dans le champ politique. Le livre est préfacé par Gilles Deleuze. Il a pour sous-titre « Essais d'analyse institutionnelle ».